# Blattella confusa
Blattella confusa är en kackerlacksart som beskrevs av Karlis Princis 1950. Blattella confusa ingår i släktet Blattella och familjen småkackerlackor. Inga underarter finns listade.